# 会の川親水公園
会の川親水公園（あいのかわしんすいこうえん）は埼玉県加須市（加須地域）にある都市公園（都市緑地）である。

## 概要
加須市内の会の川橋梁「上之橋」より「金兵衛橋」までの区間において、会の川の河川上に設けられた公園である。会の川の本流はこの区間においては公園下の暗渠内を流下する。「金衛兵橋」（下流側）付近では毎年「灯ろう流し」が催されている。公園内には鯉のぼりを形どった噴水が所在し、また小川が流れており、噴水の池などにコイが飼われている。

## 施設

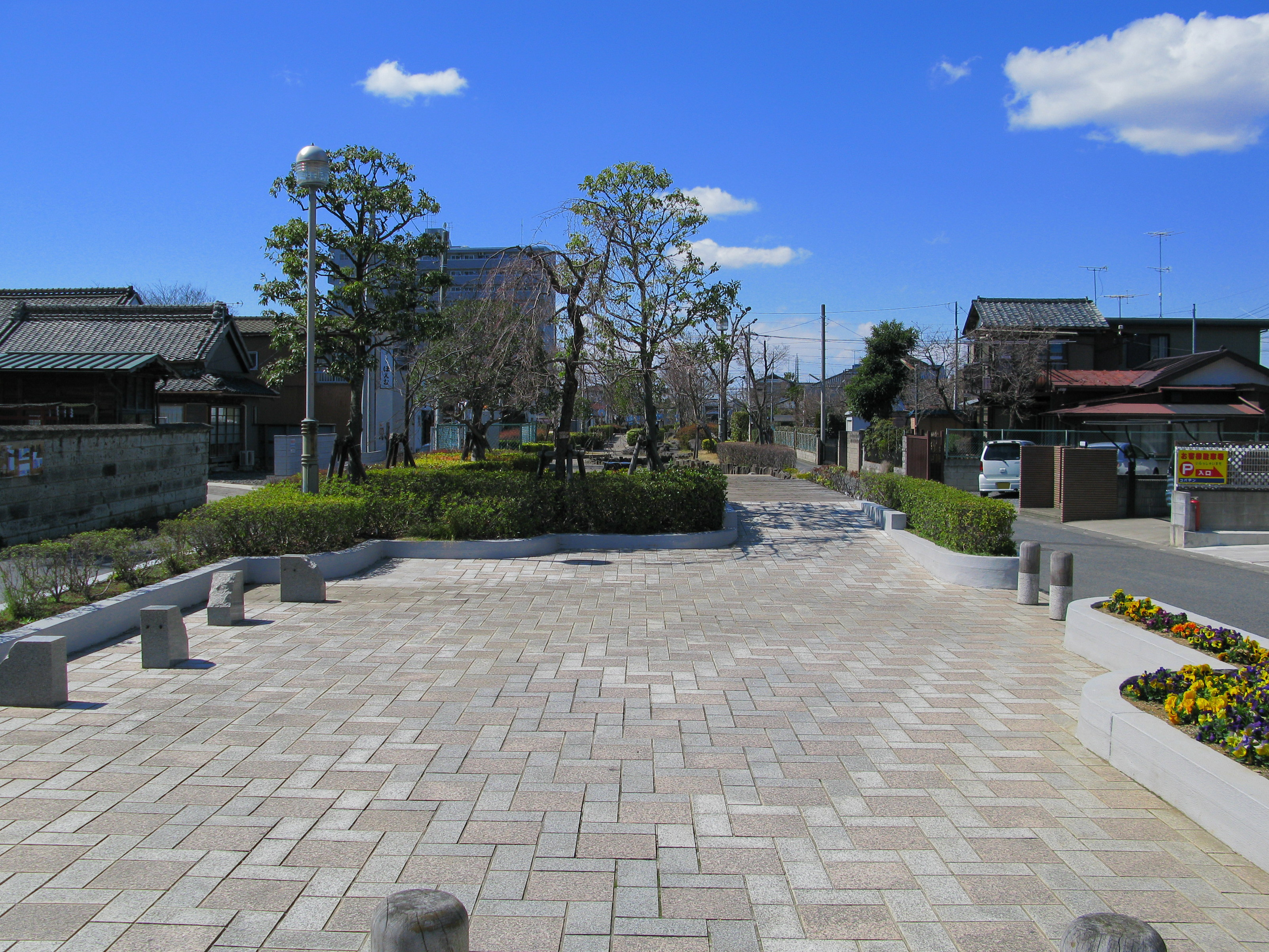
散策路

- 植栽
- 時計
- あずまや
- 小川
- 散策路
- 噴水[4]
- ベンチ[4]
- 鯉[5]

## 所在地
- 埼玉県加須市向川岸町（北東側）
- 埼玉県加須市中央2丁目（南東側）
- 埼玉県加須市中央1丁目（南西側）
- 埼玉県加須市大門町（北西側）

会の川親水公園は上記の町界上に所在している。

## 交通
- 東武伊勢崎線加須駅北口より道程約450 m（徒歩約5分）。
- 最寄りバス停
  - 加須駅入口バス停（朝日自動車：加須駅北口 - 加須車庫、鴻巣 - 加須車庫）[6]
  - 銀行前バス停（朝日自動車：鴻巣 - 加須車庫）[6]
  - 中央一丁目バス停（加須市コミュニティバス かぞ絆号：西循環コース）[7]

## 周辺
- 会の川
- 光明寺
- 薬師尊
- 龍蔵寺 (加須市)
- 加須市役所
- 東武伊勢崎線加須駅